# Yoncq
Yoncq è un comune francese di 95 abitanti situato nel dipartimento delle Ardenne nella regione del Grand Est.

## Storia

### Simboli
Lo stemma di Yoncq è stato adottato il 29 dicembre 1999.

## Società

### Evoluzione demografica
Abitanti censiti